# Bank of America Tower (Phoenix)
Pour les articles homonymes, voir Bank of America Tower.
La Bank of America Tower est un gratte-ciel de bureaux de 110 mètres de hauteur construit à Phoenix (Arizona) de 1999 à 2000. L'immeuble fait partie du complexe appelé Collier center. Il abrite des locaux de la plus importante banque des États-Unis, la Bank of America
L'immeuble a été conçu par le cabinet d'architecte Opus Architects & Engineers.